# 2021-es IIHF divízió III-as jégkorong-világbajnokság
A 2021-es IIHF divízió III-as jégkorong-világbajnokság egy tervezett jégkorongtorna volt. Az A csoportjának mérkőzéseit Kockelscheuerben, Luxemburgban rendezték volna április 18. és 24. között, a B csoport mérkőzéseit Fokvárosban, a Dél-afrikai Köztársaságban rendezték volna április 19. és 25. között. 2020. november 18-án az IIHF törölte a két tornát a Covid19-pandémia miatt.

## A csoport

### Résztvevők
| Csapat                  | Kvalifikáció                                                                  |
| ----------------------- | ----------------------------------------------------------------------------- |
| Észak-Korea             | 2019-ben a divízió II/B csoportjának 6. helyén végzett és kiesett.            |
| Törökország             | 2019-ben a divízió III csoportjának 2. helyén végzett.                        |
| Türkmenisztán           | 2019-ben a divízió III csoportjának 3. helyén végzett.                        |
| Luxemburg               | Rendező, 2019-ben a divízió III csoportjának 4. helyén végzett.               |
| Tajvan                  | 2019-ben a divízió III csoportjának 5. helyén végzett.                        |
| Egyesült Arab Emírségek | 2019-ben a divízió III selejtező-csoportjának 1. helyén végzett és feljutott. |

### Tabella
| Hely. | Csapat                  | M | Gy | HGy | HV | V | G+ | G– | Gk | P |
| ----- | ----------------------- | - | -- | --- | -- | - | -- | -- | -- | - |
| 1.    | Észak-Korea             | 0 | 0  | 0   | 0  | 0 | 0  | 0  | 0  | 0 |
| 2.    | Törökország             | 0 | 0  | 0   | 0  | 0 | 0  | 0  | 0  | 0 |
| 3.    | Türkmenisztán           | 0 | 0  | 0   | 0  | 0 | 0  | 0  | 0  | 0 |
| 4.    | Luxemburg (R)           | 0 | 0  | 0   | 0  | 0 | 0  | 0  | 0  | 0 |
| 5.    | Tajvan                  | 0 | 0  | 0   | 0  | 0 | 0  | 0  | 0  | 0 |
| 6.    | Egyesült Arab Emírségek | 0 | 0  | 0   | 0  | 0 | 0  | 0  | 0  | 0 |

## B csoport

### Résztvevők
| Csapat                  | Kvalifikáció                                                     |
| ----------------------- | ---------------------------------------------------------------- |
| Dél-afrikai Köztársaság | Rendező, 2019-ben a divízió III 6. helyén végzett és kiesett.    |
| Hongkong                | 2019-ben a divízió III selejtező-csoportjának 2. helyén végzett. |
| Thaiföld                | 2019-ben a divízió III selejtező-csoportjának 3. helyén végzett. |
| Bosznia-Hercegovina     | 2019-ben a divízió III selejtező-csoportjának 4. helyén végzett. |

### Tabella
| Hely. | Csapat                      | M | Gy | HGy | HV | V | G+ | G– | Gk | P |
| ----- | --------------------------- | - | -- | --- | -- | - | -- | -- | -- | - |
| 1.    | Dél-afrikai Köztársaság (R) | 0 | 0  | 0   | 0  | 0 | 0  | 0  | 0  | 0 |
| 2.    | Hongkong                    | 0 | 0  | 0   | 0  | 0 | 0  | 0  | 0  | 0 |
| 3.    | Thaiföld                    | 0 | 0  | 0   | 0  | 0 | 0  | 0  | 0  | 0 |
| 4.    | Bosznia-Hercegovina         | 0 | 0  | 0   | 0  | 0 | 0  | 0  | 0  | 0 |